# Serie 1550 de CP
La Serie 1550 (también conocida por las siglas del fabricante canadiense MLW), es un tipo de locomotora que ya estuvo al servicio de la compañía de Caminhos de Ferro Portugueses, y de su sucesora, Comboios de Portugal, pasando, posteriormente, todas las unidades a la gestión de la transportista ferroviaria portuguesa CP Carga.

## Historia
Desde la entrada en funcionamiento de las primeras locomotoras de esta serie, en 1973, hasta la actualidad, su tasa de operatividad se mantiene en el 100% de la flota, dada su gran fiabilidad y resistencia. Asegurarán, durante varios años, el transporte de pasajeros y mercancías, como, en la Línea de la Beira Alta, los servicios Intercidades en 1990, Regionales entre Vilar Formoso y Guarda, en finales de 1991, o el InterRegional entre Lisboa y Guarda, en 1992; en la Línea de la Beira Baixa, donde fueron destinadas debido al hecho de ser más propicias en las difíciles condiciones de esta red, efectuaron servicios como las composiciones de mercancías colector-repartidor, en 1991, o los Regionales e Intercidades de pasajeros entre Covilhã y Lisboa. Fueron, posteriormente entregadas a la gestión de la operadora CP Carga.
Es habitual ver estas locomotoras en servicio en las líneas de la Beira Baixa, Elvas, Ramal de Cáceres, y el servicio de transporte de arena en la Terminal de Loulé, o el transporte de combustibles para el Aeropuerto de Faro.

## Caracterización
Las locomotoras de esta serie son creadas en el Grupo Oficinal de Figueira da Foz, y en las oficinas de la Estación Ferroviaria del Entroncamento.

## Ficha técnica
- Información general
  - Año de entrada en servicio: 1973
  - Tipo de transmisión: Eléctrica
  - Naturaleza de servicio: Línea
  - Ancho de via: 1668 mm
  - Licencia de construcción: Alco - Solo para el diésel
  - Nº de unidades construidas: 20
- Fabricantes
  - Partes mecánicas: Montreal Locomotive Works
  - Motores de tracción: Montreal Locomotive Works / Alco
  - Transmisión: Canadian General Electric
  - Freno: Westinghouse Air Brake Company
  - Lubrificadores de verdugos: no tiene
  - Registador de velocidad: Hasler
  - Transmisión de movimiento: Canadian General Electric
  - Equipamiento de aporte eléctrico: No tiene
  - Sistema de hombre muerto: Davies & Metcalfe
- Características generales
  - Tipo de locomotora (constructor): MX - 620
  - Potencia nominal (ruedas): 1700 Cv (1251 kW)
  - Disposición de los ejes: Co' Co'
  - Diámetro de las ruedas (nuevas): 1016 mm
  - Número de cabinas de conducción: 1 - Comando Derecha / Izquierda
  - Freno neumático: Vacío «Dual»
  - Areneros (número): 8
- Características de funcionamiento
  - Velocidad máxima: 120 km/h
  - Esfuerzo de tracción:
    - En el arranque: 2.430 kg (U=0,27)
    - En régimen continuo: 19.300 kg
    - Velocidad correspondiente a régimen continuo: 22,5 km/h
    - Esfuerzo de tracción a velocidad máxima: 4.000 kg

  - Freno dinámico:
    - Esfuerzo máximo de las ruedas: No tiene
    - Velocidad correspondiente: No tiene

  - Pesos
    - Pesos (vacío) (T):
      - Motor diésel: 14,63
      - Generador principal: 5,50
      - Motor de tracción: 6 x 1,89
      - Bogies completos: 2 x 16,70
      - Total: 64,87

    - Pesos (aprovisionamientos) (T):
      - Combustible: 3,340
      - Aceite del diésel: 0,888
      - Agua de refrigeración: 1,319
      - Arena: 0,600
      - Personal y herramientas: 0,200
      - Total: 6,374

    - Pesos (total) (T):
      - Peso en seco: 83,4
      - Peso en marcha: 83,4
      - Peso máximo de operación: 83,4
- Motor diesel de tracción
  - Cantidad: 1
  - Tipo: 251 C 3
  - Número de tiempos: 4
  - Disposición del número de cilindros: V 12
  - Diámetro en curso: 228,6 x 266,7 mm
  - Cilindrada total: 131,4 I
  - Sobrealimentación: Si
  - Potencia nominal (U. I. C.): 2180 Cv
  - Velocidad nominal: 1050 rpm
  - Potencia de utilización: 2180 Cv
- Transmisión de movimiento
  - Tipo: 1 - Generador C. C. 5 GT 851 - Pj 1; 6 - Motores de Tracción GE 761
  - Características esenciales: Suspensión por el morro; ventilación forzada; relación de engranajes: 92:19